# Třebešov
Třebešov är en ort i Tjeckien. Den ligger i den nordöstra delen av landet, 130 km öster om huvudstaden Prag. Třebešov ligger 306 meter över havet och antalet invånare är 232.
Terrängen runt Třebešov är lite kuperad. Runt Třebešov är det ganska tätbefolkat, med 166 invånare per kvadratkilometer. Närmaste större samhälle är Rychnov nad Kněžnou, 5,1 km öster om Třebešov. Trakten runt Třebešov består till största delen av jordbruksmark.